# East Lothian
Východní Lothian (anglicky East Lothian, Lodainn an Ear ve Skotské gaelštině) je jedna ze správních oblastí Skotska, položená jihovýchodně od hlavního města Edinburgh, s kterým také sousedí, stejně jako s kraji Scottish Borders a Středním Lothianem.

## Města a vesnice
- Aberlady, Athelstaneford, Auldhame
- Ballencrieff, Bolton
- Cockenzie
- Dirleton, Dunbar, Drem
- East Fenton, East Fortune, East Linton, East Saltoun, Elphinstone
- Fenton Barns
- Gifford, Gullane
- Haddington, Humbie
- Kingston
- Longniddry, Luffness
- Macmerry, Musselburgh
- North Berwick
- Ormiston
- Pencaitland, Port Seton, Prestonpans
- Scoughall
- Tranent
- Wallyford, West Barns, West Fenton, West Saltoun, Whitecraig, Whitekirk

## Fotogalerie

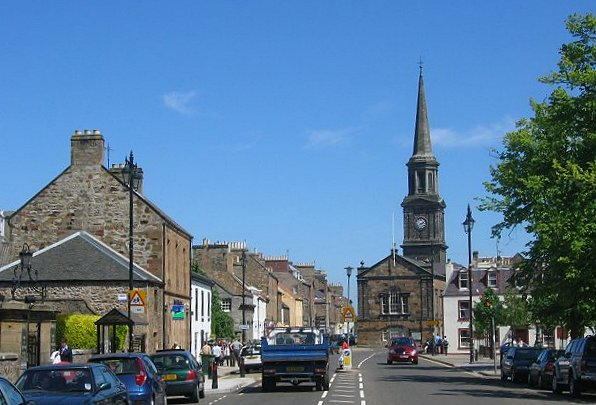
Město Haddington
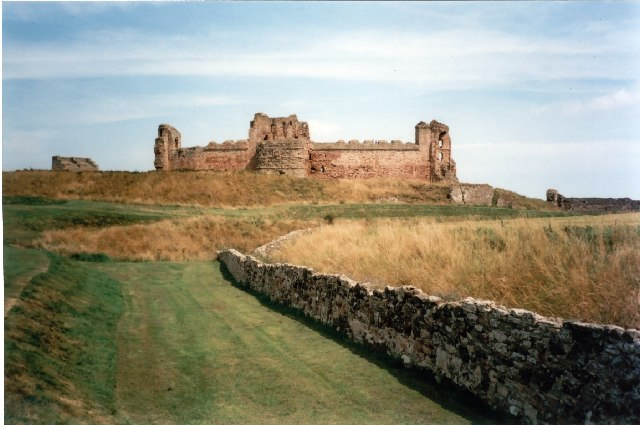
Zřícenina hradu Tantallon
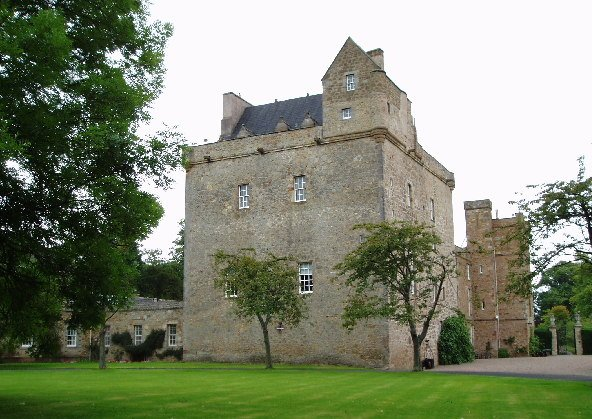
Lennoxlove House